# Fuente el Saúz
Fuente el Saúz é um município da Espanha na província de Ávila, comunidade autónoma de Castela e Leão, de área 9,81 km² com população de 254 habitantes (2007) e densidade populacional de 26,99 hab/km².

## Demografia
| Variação demográfica do município entre 1991 e 2004 | Variação demográfica do município entre 1991 e 2004 | Variação demográfica do município entre 1991 e 2004 | Variação demográfica do município entre 1991 e 2004 |
| --------------------------------------------------- | --------------------------------------------------- | --------------------------------------------------- | --------------------------------------------------- |
| 1991                                                | 1996                                                | 2001                                                | 2004                                                |
| 373                                                 | 351                                                 | 279                                                 | 264                                                 |